# De la souillure
De la souillure. Essai sur les notions de pollution et de tabou est un essai de l'anthropologue britannique Mary Douglas paru en 1966 sous le titre anglais originel Purity and Danger: An Analysis of Concepts of Pollution and Taboo.
En 1991, The Times Literary Supplement classe cet ouvrage parmi les cent essais les plus influents publiés depuis 1945.

## Analyses
Selon l'anthropologue Robert M. Glasse, « l'idée centrale du livre est que dans certaines cultures les notions de souillure  et de tabou maintiennent les limites des catégories et des systèmes. »
L'anthropologue, par une approche structuraliste, fournit une « armature intellectuelle » aux notions de propreté et de saleté. À la fois profanes et sacrées, ces notions varient selon les contextes culturels, exprimant des rapports sociaux, des tabous, des valeurs, à une époque donnée et ayant contribué à la constitution d'un ordre symbolique destiné à préserver la santé morale du corps social.